# Oleg Sergejewitsch Stepanow

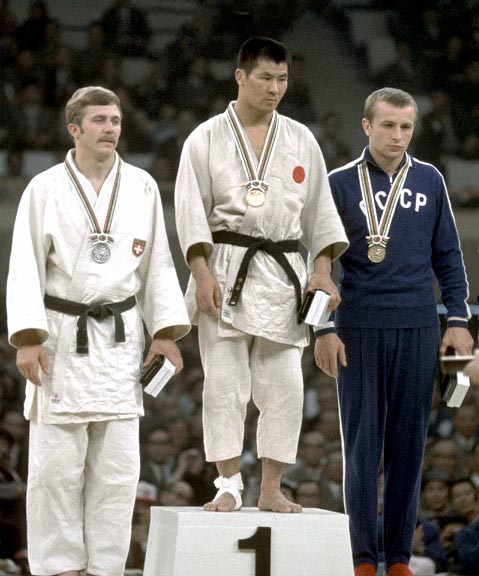
Siegerehrung bei den Olympischen Spielen 1964: Eric Hänni (links), Takehide Nakatani, Oleg Stepanow

Oleg Sergejewitsch Stepanow (russisch Олег Сергеевич Степанов; * 10. Dezember 1939 in Moskau; † 27. Februar 2010 ebenda) war ein sowjetischer Judoka, der in den 1960er Jahren im Leichtgewicht (bis 68 kg, ab 1966 bis 70 kg) antrat. Er gewann in dieser Gewichtsklasse eine olympische Bronzemedaille und einen Europameistertitel.
Der 1,75 m große Athlet von ZSKA Moskau gewann 1963, 1964, 1965 und 1966 mit dem sowjetischen Team die Mannschaftseuropameisterschaft, 1967 belegte die sowjetische Mannschaft den dritten Platz. 
Judo war 1964 bei den Olympischen Spielen in Tokyo erstmals Bestandteil des olympischen Programms. Bei den olympischen Wettbewerben traten 25 Teilnehmer aus 18 Ländern im ersten  Wettbewerb an, dem Leichtgewicht. Stepanow gewann seine ersten drei Kämpfe, im Halbfinale unterlag er Takehide Nakatani. Zusammen mit seinem sowjetischen Mannschaftskameraden Ārons Bogoļubovs erhielt Oleg Stepanow die ersten Judo-Bronzemedaillen hinter dem japanischen Olympiasieger Takehide Nakatani und dem Schweizer Eric Hänni. 
1965 im Leichtgewicht und 1966 im Weltergewicht war Stepanow Judo-Europameister. Bei den Judo-Weltmeisterschaften 1965 in Rio de Janeiro gewann er eine Bronzemedaille hinter zwei Japanern.
Sowjetische Judomeisterschaften gab es erst ab 1973. Oleg Stepanow war 1961 und von 1964 bis 1968 sowjetischer Federgewichtsmeister im Sambo, einer russischen Kampfsportart mit Anleihen beim Judo, mit der Stepanow 1955 begonnen hatte.
Nach seiner aktiven Karriere war er viele Jahre lang Sambo- und Judotrainer bei seinem Stammverein ZSKA Moskau.